# Football Club København 2023-2024
Questa voce raccoglie le informazioni riguardanti il Football Club København nelle competizioni ufficiali della stagione 2023-2024.

## Rosa
| N. |                        | Ruolo | Calciatore                |
| -- | ---------------------- | ----- | ------------------------- |
| 1  | Polonia (bandiera)     | P     | Kamil Grabara             |
| 2  | Paesi Bassi (bandiera) | D     | Kevin Diks                |
| 3  | Slovacchia (bandiera)  | D     | Denis Vavro               |
| 5  | Georgia (bandiera)     | D     | Davit Khocholava          |
| 6  | Danimarca (bandiera)   | D     | Christian Sørensen        |
| 7  | Svezia (bandiera)      | A     | Viktor Claesson           |
| 8  | Islanda (bandiera)     | A     | Ísak Bergmann Jóhannesson |
| 9  | Portogallo (bandiera)  | A     | Diogo Gonçalves           |
| 10 | Norvegia (bandiera)    | A     | Mohamed Elyounoussi       |
| 11 | Senegal (bandiera)     | A     | Khouma El Babacar         |
| 12 | Danimarca (bandiera)   | C     | Lukas Lerager             |
| 14 | Danimarca (bandiera)   | A     | Andreas Cornelius         |
| 18 | Islanda (bandiera)     | A     | Orri Óskarsson            |
| 19 | Danimarca (bandiera)   | D     | Elias Jelert              |
| 20 | Danimarca (bandiera)   | D     | Nicolai Boilesen          |

| N. |                      | Ruolo | Calciatore         |
| -- | -------------------- | ----- | ------------------ |
| 21 | Danimarca (bandiera) | P     | Theo Sander        |
| 22 | Danimarca (bandiera) | D     | Peter Ankersen     |
| 23 | Nigeria (bandiera)   | A     | Akinkunmi Amoo     |
| 24 | Norvegia (bandiera)  | D     | Birger Meling      |
| 25 | Svezia (bandiera)    | A     | Jordan Larsson     |
| 27 | Danimarca (bandiera) | D     | Valdemar Lund      |
| 30 | Tunisia (bandiera)   | A     | Elias Achouri      |
| 33 | Danimarca (bandiera) | C     | Rasmus Falk Jensen |
| 36 | Danimarca (bandiera) | C     | William Clem       |
| 39 | Danimarca (bandiera) | C     | Oscar Højlund      |
| 40 | Svezia (bandiera)    | A     | Roony Bardghji     |
| 41 | Danimarca (bandiera) | P     | Andreas Dithmer    |
| 47 | Danimarca (bandiera) | C     | Victor Froholdt    |
| -  | Sudafrica (bandiera) | A     | Luther Singh       |

## Calciomercato
| Acquisti | Acquisti        | Acquisti    | Acquisti            |
| R.       | Nome            | da          | Modalità            |
| -------- | --------------- | ----------- | ------------------- |
| A        | Jordan Larsson  | Schalke 04  | definitivo (2000 €) |
| A        | Mikkel Kaufmann | Karlsruhe   | fine prestito       |
| A        | Orri Óskarsson  | SønderjyskE | fine prestito       |
| C        | Daniel Haarbo   | Helsingør   | fine prestito       |

| Cessioni | Cessioni            | Cessioni      | Cessioni               |
| R.       | Nome                | a             | Modalità               |
| -------- | ------------------- | ------------- | ---------------------- |
| A        | Mikkel Kaufmann     | Union Berlino | definitivo (2700000 €) |
| C        | Marko Stamenic      | Stella Rossa  | gratuito               |
| C        | Zeca                | Panathīnaïkos | gratuito               |
| P        | Karl-Johan Johnsson |               | svincolato             |
| A        | Mohamed Daramy      | Ajax          | fine prestito          |
| A        | Jordan Larsson      | Schalke 04    | fine prestito          |

## Risultati

### Superligaen

#### Prima fase
| Lyngby 22 luglio 2023, ore 16:00 CEST 1ª giornata                                      | Lyngby    | 1 – 2                                | Copenaghen | Lyngby Stadion |
| \| \| \| \| \| Finnbogason 72’ \| Marcatori \| 44’ Lund Jensen 56’ (rig.) Goncalves \| |           |                                      |            |                |
|                                                                                        |           |                                      |            |                |
| Finnbogason 72’                                                                        | Marcatori | 44’ Lund Jensen 56’ (rig.) Goncalves |            |                |

### UEFA Champions League

#### Fase a gironi
| Arbitro: | Kabakov |

|                   |           |                               |
| Boey 86’ Tetê 88’ | Marcatori | 35’ Elyounoussi 58’ Gonçalves |

| Arbitro: | Grinfeld |

|             |           |                     |
| Lerager 56’ | Marcatori | 67’ Musiala 83’ Tel |

| Arbitro: | Guida |

|             |           |  |
| Maguire 72’ | Marcatori |  |

| Arbitro: | Rumšas |

|                                                                 |           |                                      |
| Elyounoussi 45’ Gonçalves 45+9’ (rig.) Lerager 83’ Bardghji 87’ | Marcatori | 3’, 28’ Højlund 69’ (rig.) Fernandes |

| Monaco di Baviera 29 novembre 2023, ore 21:00 CET 5ª giornata | Bayern Monaco | 0 – 0 referto | Copenaghen | Allianz Arena (75 000 spett.)\| Arbitro: \| Frappart \| |
| Arbitro:                                                      | Frappart      |               |            |                                                         |

| Arbitro: | Orsato |

|             |           |  |
| Lerager 58’ | Marcatori |  |

#### Fase a eliminazione diretta
| Arbitro: | Sanchez |

|              |           |                                                |
| Mattsson 34’ | Marcatori | 10’ De Bruyne 45+1’ Bernardo Silva 90+2’ Foden |

| Arbitro: | Eskås |

|                                    |           |                 |
| Akanji 5’ Álvarez 9’ Haaland 45+3’ | Marcatori | 29’ Elyounoussi |